# Nhà máy điện Dolna Odra
Nhà máy điện Dolna Odra là một nhà máy nhiệt điện than tại Nowe Czarnowo gần Gryfino ở West Pomeranian Voivodeship, Ba Lan. Nó bao gồm 8 đơn vị, đơn vị 2 với 220 MW và đơn vị 6 với 232 MW, đã đi vào hoạt động từ năm 1974, đơn vị 5 đến đơn vị 8 đã đi vào hoạt động vào năm 1977. Từ năm 1993, Dolna Odra đã trải qua quá trình hiện đại hóa. Vào năm 2000, các đơn vị 7 và 8 đã được trang bị hệ thống điều khiển mới từ Pavilion Technologies và ABB. Bắt đầu từ tháng 10 năm 2002, khí thải từ các đơn vị 5-8 được làm sạch tại nhà máy khử lưu huỳnh khí thải, được xây dựng bởi Lurgi Lentjes. PGE cũng có kế hoạch xây dựng hai đơn vị đốt khí đốt tự nhiên mới với công suất 432   Mỗi MW.
Nhà máy điện Dolna Odra có ba ống khói khí thải: một với chiều cao 250 mét (820 ft), một cái có chiều cao 200 mét (660 ft), và một cái có chiều cao 170 mét (560 ft). Một ống khói khí thải cao 250 mét (820 ft) đã bị phá hủy theo cách không nổ sau khi xây dựng một cơ sở làm sạch khói, sử dụng ống khói cao 200 mét (660 ft) đã đề cập.
Vào ngày 24 tháng 1 năm 2010, một vụ nổ bụi than đã giết chết một nhân viên và làm ba người bị thương. Một phần hệ thống cung cấp than của nhà máy đã bị hư hại.